# Вежбово-Весь
Вежбово-Весь (пол. Wierzbowo-Wieś) — село в Польщі, у гміні Замбрув Замбровського повіту Підляського воєводства.
Населення — 56 осіб (2011).
У 1975-1998 роках село належало до Ломжинського воєводства.

## Демографія
Демографічна структура станом на 31 березня 2011 року:
|          | Загалом | Допрацездатний вік | Працездатний вік | Постпрацездатний вік |
| -------- | ------- | ------------------ | ---------------- | -------------------- |
| Чоловіки | 25      | 5                  | 14               | 6                    |
| Жінки    | 31      | 8                  | 12               | 11                   |
| Разом    | 56      | 13                 | 26               | 17                   |